# Ramon Torras i Figueras
Ramon Torras i Figueras   (Barcelona, 22 de desembre de 1943 - Coma-ruga, 30 de maig de 1965) fou un pilot català de motociclisme que destacà en competicions internacionals a començaments de la dècada de 1960. La seva trajectòria era tan ascendent i el seu nivell de pilotatge tan alt que molts dels seus coetanis li auguraven un futur brillant, essent considerat pels experts com a futur campió del món. Es va morir a 21 anys, a causa de l'accident que va patir en una cursa poc important a Coma-ruga.

## Biografia
Nascut accidentalment a Barcelona, Torras visqué sempre a Sabadell, al Vallès Occidental, on residia la seva família (el seu pare, natural de Terrassa, hi treballava de directiu en una empresa tèxtil). En Ramon era el petit de quatre germans i allí passà la seva infantesa, entre el parvulari de la Divina Pastora i el col·legi dels Maristes. Ja de ben jove es va sentir atret per la mecànica i les motocicletes i va entrar a treballar en un taller de reparacions, propietat de Joan Sobrepera (pilot expert en pujades de muntanya i resistència, conegut com a Tiger).

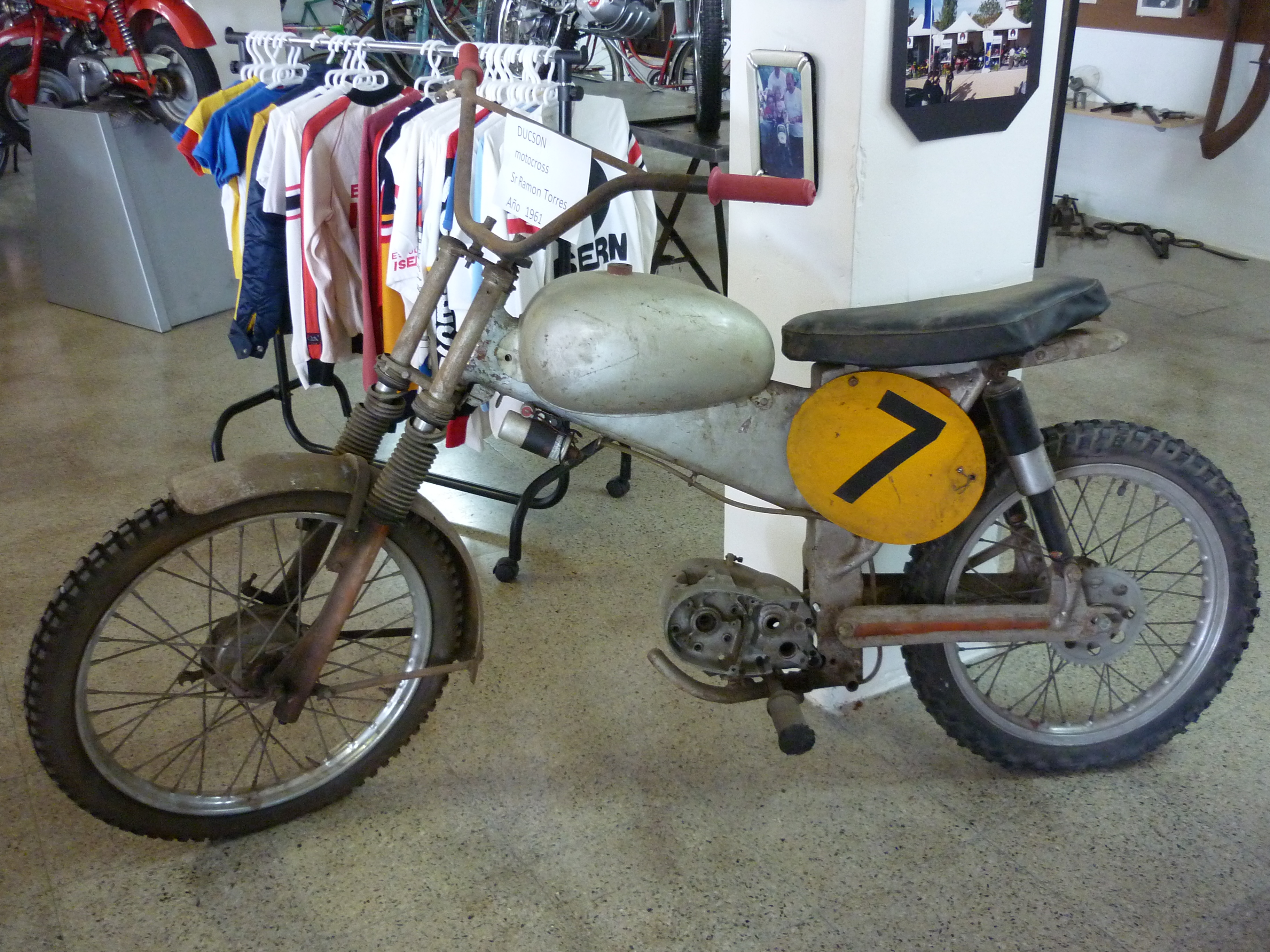
La Ducson 75 cc que pilotà el 1961 en curses de motocròs

El juny de 1960, a 16 anys, va córrer i guanyar la seva primera cursa, el II Motocròs Ciutat de Sabadell. El 1961 debutà en curses de velocitat ajudat per Sobrepera, qui aviat s'adonà de les seves qualitats com a pilot i n'esdevingué el màxim valedor davant Bultaco, aconseguint que Francesc Xavier Bultó el fitxés. Aquell mateix any, ja com a pilot oficial de la marca, Torras guanyà quatre proves del campionat d'Espanya.
El 1962 aconseguí el campionat estatal en dues categories de la cilindrada de 125cc (Sport i Competició) i guanyà la seva primera cursa internacional, en la mateixa cilindrada, al circuit de Snetterton (Anglaterra). El 1963 guanyà diverses curses a l'estat espanyol i va vèncer a Mòdena en 125cc durant la Temporada Romagnola, iniciant una prometedora temporada que es veié truncada per un greu accident al circuit occità de Pau, havent de deixar la moto durant cinc mesos.

### Èxits internacionals
El 1964 fou un any molt reeixit. Corria quatre campionats a l'estat espanyol i mai no va quedar per darrere del segon lloc a les curses que va finalitzar. En el pla internacional, després de quedar segon a Monza en 125cc, va guanyar en 250cc a Albi i a Pau (on també va ser segon en 125cc). Després de quedar tercer a Cesenatico, va tornar a guanyar a San Remo en 250cc i va acabar-hi tercer en 125.
Amb aquest reguitzell d'èxits a la seva primera temporada continuada a Europa, es va guanyar l'admiració de contrincants i públic. Els pilots oficials d'Honda, Ducati, Mondial o Suzuki s'admiraven en veure que Torras, amb una senzilla Bultaco TSS, els guanyava tan fàcilment. A Itàlia, els tifosi l'aclamaven cada vegada que avançava els seus propis campions, com ara Francesco Villa o Bruno Spaggiari. A vint anys i amb prou feines mitja dotzena de curses disputades a l'estranger, era el pilot més cobejat del Continental Circus (nom amb què es coneixia el mundial de motociclisme) i començaven a ploure-li ofertes dels constructors: Honda i MV Agusta el pretenien per als seus equips, l'alemanya Kreidler el volia fitxar per a pilotar la seva 50cc i Benelli li organitzà una prova secreta. Encara tenia, però, un any de contracte amb Bultaco.
El 1965, va aconseguir la segona posició en 250cc a Cervia i a Imola, i el tercer lloc a Nürburgring en 125 i 250cc. Al GP d'Espanya, celebrat al circuit de Montjuïc, va acabar segon en 250cc i poc després, en un Gran Premi no puntuable disputat a Madrid, va vèncer en 250cc. La temporada havia començat molt bé i tot feia pensar que aquell seria l'any de la seva consagració internacional fins que, entrenant-se a Coma-ruga, un accident va posar fi a la vida d'uns dels pilots amb més projecció en el món del motociclisme.

### L'accident mortal
El 30 de maig de 1965, Ramon Torras s'alineava en la que havia de ser la seva darrera cursa amb la Bultaco TSS 125 número 7, juntament amb quatre pilots més: Maurici Aschl, Enric Escuder, José Medrano i Salvador Cañellas. Era un dia plujós en una incipient urbanització a peu de la platja de Coma-ruga, al municipi del Vendrell, on havia acudit només per a provar les motos oficials de cara al proper Tourist Trophy de l'illa de Man.
El traçat del circuit urbà, de 1.944 metres, discorria pel triangle que formaven els carrers de més amplada de la urbanització, amb l'asfalt escrostonat i grava a les vorades (unes condicions que en aquella època sovintejaven a l'estat espanyol). A l'hora de la sortida de la cursa de 125cc, la primera de la jornada, Torras arrencà malament i els altres s'escaparen, però el sabadellenc inicià la persecució i els passà a tots, just quan començava a ploure, fins que caigué en un angle. Tot seguit es reincorporà com a darrer classificat -duia la cúpula trencada- i remuntà amb fúria. Els tornà a avançar l'un rere l'altre, situant-se primer un altre cop després d'avançar de forma espectacular José Medrano en un ràpid i lliscant revolt que precedia la recta final. Només mancava mitja volta (poc més de 600 metres) per a arribar a la meta quan es produí la fatal caiguda, durant la qual Torras va arrencar un petit arbre i en va trencar un altre, acabant per estavellar-se contra un de tercer, més gros i fort.
José Medrano declarà després allò que havia pogut presenciar: «Tot i que l'habilitat de Torras ja m'havia impressionat moltes vegades abans, en aquell moment em va espantar. Era impossible córrer d'aquella manera en aquell paviment tan dolent! Vaig quedar parat en veure'l entrar a la llarga recta amb una velocitat esgarrifosa, i malgrat que la cosa més normal hauria estat relliscar i caure va aconseguir controlar la moto. Llavors, de sobte, se sacsejà violentament i va caure». S'han plantejat diverses hipòtesis per tal d'explicar la darrera estrebada de Torras, des d'una relliscada causada pel mal estat del paviment (ondulat, relliscós i apedaçat) a un bloqueig de la caixa de canvis.
Ramon Torras fou atès pel Doctor Ignasi Ribas Noguer, president de la Federació Catalana de Motociclisme, a la clínica de la residència del Banco Hispano Americano (distant cent metres del lloc de l'accident). El diagnòstic fou crític i Torras fou traslladat a la clínica Monegal de Tarragona, on certificaren la seva defunció. L'hora de la mort: un quart i cinc de dues del diumenge 30 de maig de 1965.

## Honors pòstums

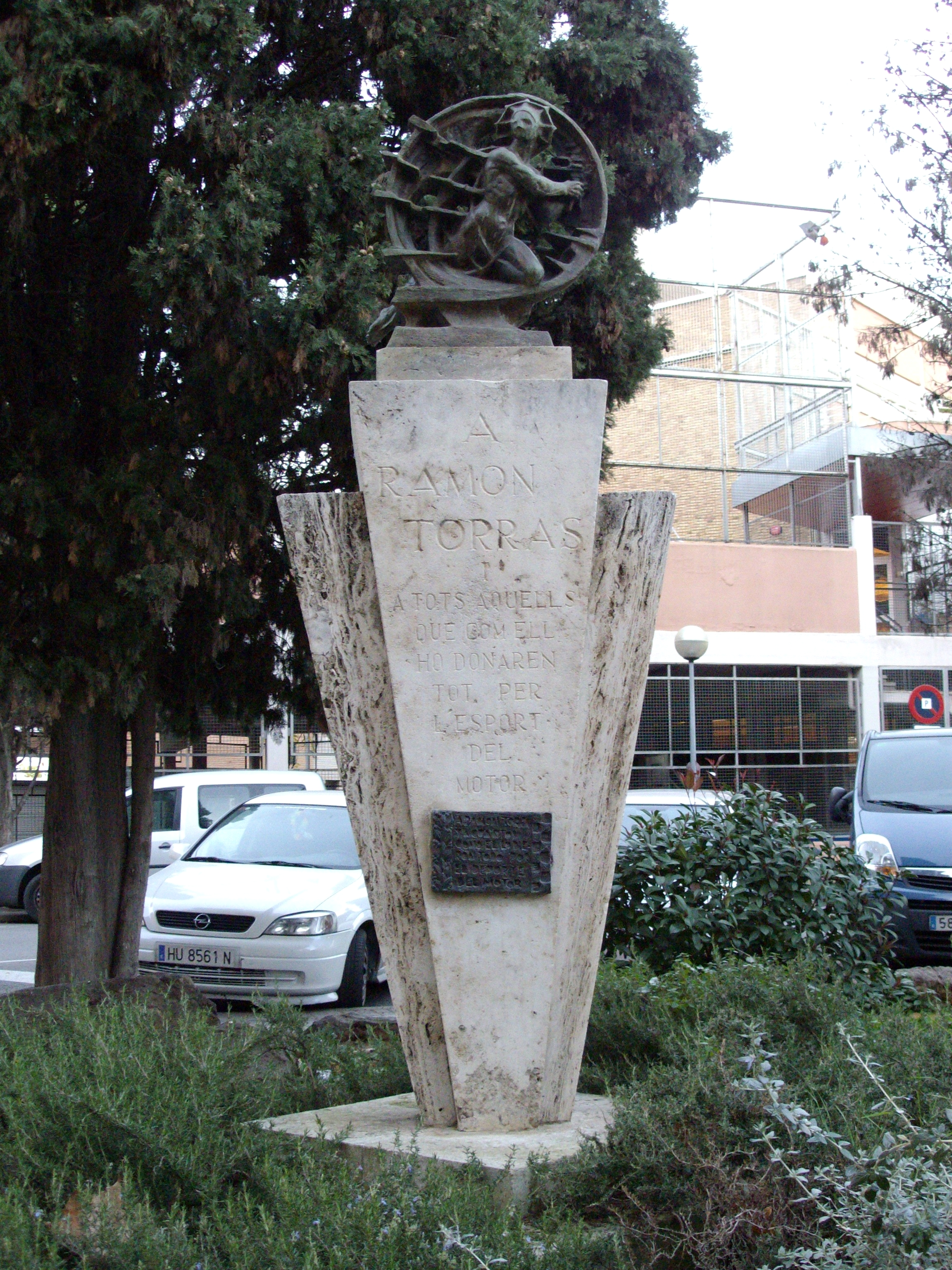
Monument a Sabadell en record de Ramon Torras

Ramon Torras fou enterrat a Sabadell amb tota mena d'honors cívics i esportius. Li foren imposades a títol pòstum les Medalles d'Or de les ciutats de Barcelona i Sabadell, la Medalla del Mérito Nacional de Educación Física y Deportes, i la Medalla de la RFME al Mèrit Motociclista.
El 27 d'abril de 1974 s'inaugurà a Sabadell un monument en memòria seva, obra de Luis Ortega i Adolf Salanguera, situat a la confluència del carrer Sol i Padrís amb l'avinguda Sabadell, al costat del Pavelló Municipal d'Esports.

## Palmarès

### Cronologia
- 1960: 
  - Primera cursa i primera victòria: II Motocròs Ciutat de Sabadell.
  - 4 victòries estatals amb Ducson (3 en 50cc i 1 en 75cc).
- 1961: 
  - 4 victòries estatals (1 amb Ducson en 75cc, 3 amb Bultaco en 125cc).
- 1962:[b]
  - 3 victòries internacionals en 125cc (la primera d'elles a Snetterton, Regne Unit).
  - 5 victòries estatals (3 en 125cc i 2 en 250cc).
  - 2 títols de Campió d'Espanya
- 1963: 
  - 4 victòries internacionals (3 en 125cc i 1 en 75cc).
  - 1 victòria estatal.
- 1964: 
  - 14 victòries internacionals (7 en 125cc, 2 en 175cc, 5 en 250cc).
  - 22 victòries estatals (8 en 125cc, 4 en 175cc, 10 en 250cc).
  - 4 títols de Campió d'Espanya.
- 1965: 
  - 3 victòries internacionals en 250cc.
  - 3 podis en Grans Premis:
    - 3r en 250cc al GP de la RFA.
    - 3r en 125cc al GP d'Espanya.
    - 2n en 250cc al GP Espanya.

### Resultats al Mundial de motociclisme[9]
Barem de puntuació de 1950 a 1968:
| Posició | 1 | 2 | 3 | 4 | 5 | 6 |
| Punts   | 8 | 6 | 4 | 3 | 2 | 1 |

(Ids. Grans Premis | Llegenda) (Curses en negreta indiquen pole; curses en  itàlica indiquen volta ràpida)
| Any  | Categoria | Equip   | 1     | 2     | Punts | Lloc | Victòries |
| ---- | --------- | ------- | ----- | ----- | ----- | ---- | --------- |
| 1964 | 125cc     | Bultaco | ULS 6 |       | 1     | 24è  | 0         |
| 1965 | 125cc     | Bultaco | BDR 3 |       | 4     | 15è  | 0         |
| 1965 | 250cc     | Bultaco | BDR 3 | ESP 2 | 10    | 8è   | 0         |